# No Depression
No Depression es el álbum debut de la banda de country alternativo estadounidense Uncle Tupelo, lanzado a través de Rockville Records en 1990. Uncle Tupelo, después de su formación a finales de los años 1980, grabaron el casete demo Not Forever, Just for Now, que recibió reseñas positivas de College Media Journal en 1989. Esta reseña permitió en parte a la banda firmar un contrato discográfico con Rockville Records ese mismo año. El álbum fue grabado por los productores Sean Slade y Paul Q. Kolderie en Fort Apache Studios, con un presupuesto de 3 500 dólares americanos.
No Depression recibió buenas críticas y vendió bien para ser un lanzamiento independiente. Con más de 15 000 copias vendidas en su primer año, el éxito llevó a la creación de la revista bimensual No Depression. La producción está considerada como uno de los discos de country alternativo más influyentes de la historia y su título "No Depression" es utilizado a menudo como sinónimo del género country alternativo, después de que el término fuera popularizado por la revista con el mismo título. Después de recuperar los derechos de autor tras un pleito, Uncle Tupelo lanzó una versión remasterizada en 2003 a través de Legacy Records, expandido para incluir seis pistas adicionales.

## Antecedentes

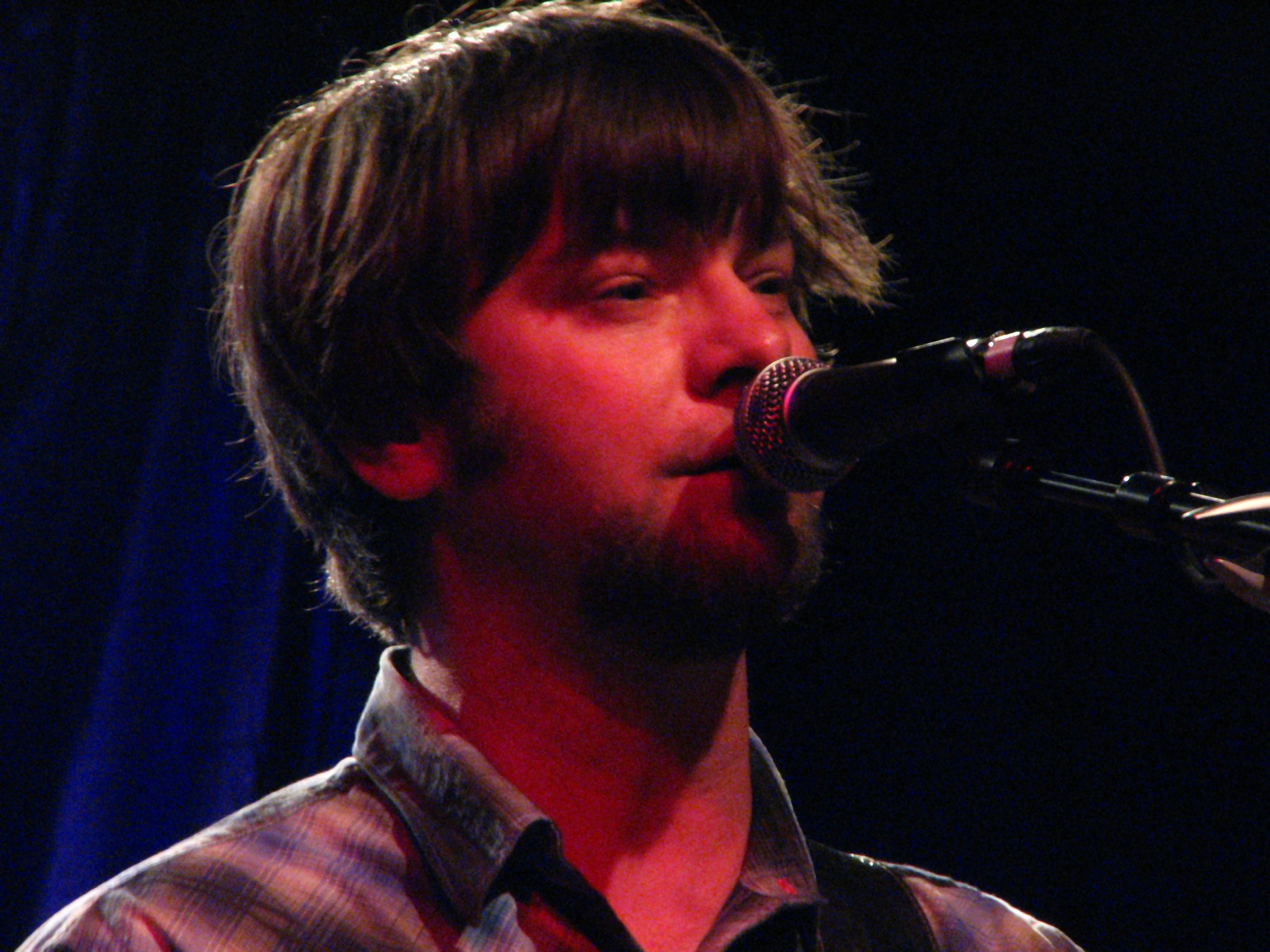
Jay Farrar tocando en 2007.

Jay Farrar, Jeff Tweedy y Mike Heidorn comenzaron sus carreras artísticas en los años 1980 tocando garage rock en una banda llamada The Plebes. Después de unos pocos conciertos, las diferencias creativas entre los integrantes de banda les llevaron a adoptar un sonido punk rock. Debido al poco éxito del punk rock en la región de St. Louis, la banda fue mutando su estilo hacia el blues-rock y se cambiaron el nombre a Uncle Tupelo. En este punto, dejaron de tocar versiones para comenzar a componer sus propios temas.
La banda se hizo un hueco en la escena de la Universidad Washington en San Luis, donde bandas como Chicken Truck de Brian Henneman tocaban un estilo similar. El trío grabó sus primeras pistas en Champaign, Illinois junto al productor Adam Schmitt. El casete demo, Not Forever, Just for Now, contenía primeras versiones de canciones que después aparecerían en su álbum debut, incluyendo "Train", "Whiskey Bottle", "Flatness", "Screen Door" y "Before I Break".
Esta demo, junto a su apretada agenda de conciertos, atrajo la atención de varios cazatalentos de la zona. En un principio las discográficas estaban reticentes a firmar con una banda que pensaban estaba a caballo entre "el punk country de bandas de principios de los 1980 como Green on Red, Jason & the Scorchers y X (ninguna de las cuales tuvo excesivas ventas) y el grunge de bandas como Mudhoney o Nirvana, que aún no eran un éxito comercial". No obstante, la influyente revista CMJ New Music Report concedió una reseña muy positiva al demo en 1989, alabando sus "composiciones maduras, desarrolladas y bien pensadas". Esta reseña influyó para que la compañía ubicada en Nueva York Dutch East India Trading permitiese a la banda grabar su primer disco en su filial Giant Records, poco antes de pasar a llamarse Rockville Records.

## Grabación

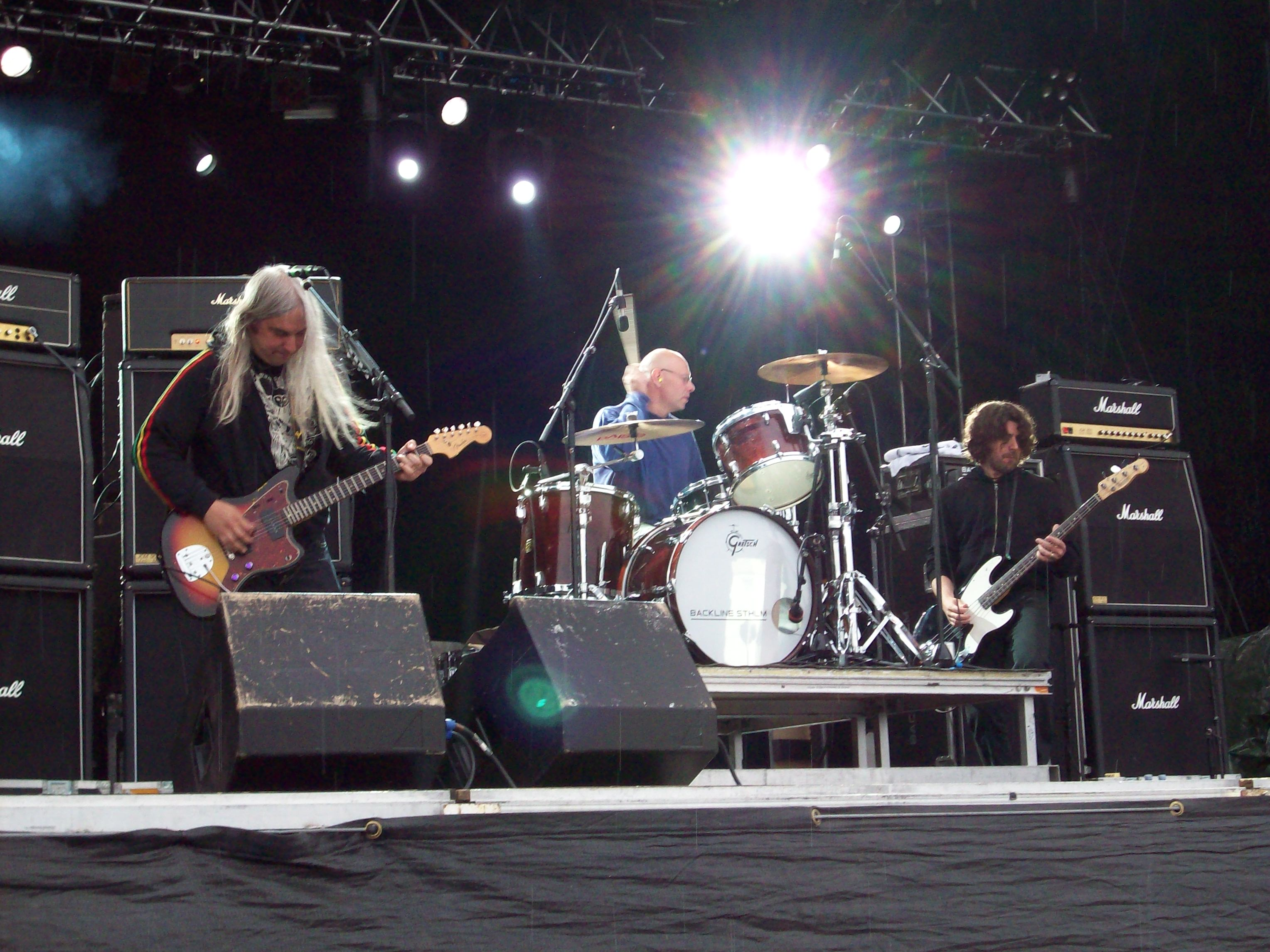
La banda se fijó en la producción del disco de Dinosaur Jr. Bug a la hora de trabajar con los productores Slade y Kolderie.

Seis meses antes de firmar contrato con Giant/Rockville, Uncle Tupelo grabó las canciones para No Depression en diez días de sesiones en enero de 1990 en Fort Apache Studios, un estudio dirigido por músicos ubicado en el barrio de Roxbury situado en Boston, Massachusetts. Debido a que el trío no podía permitirse grabar en un estudio con mesa de 24 pistas situado en Cambridge, tuvieron que contentarse con Fort Apache. La producción del álbum costó unos 3.500, de los cuales 1.000 fueron para los productores de la casa Sean Slade y Paul Q. Kolderie. La banda ya se había interesado en trabajar con la pareja después de oír su trabajo con el disco de Dinosaur Jr. Bug. Los productores permitieron a Farrar usar la misma Gibson Les Paul de 1961 que utilizó J. Mascis para grabar Bug y que otorgó a las power chords de No Depression un sonido más rico.
Slade y Kolderie sugirieron que la banda redujese las influencias de roots rock de Not Forever, Just for Now y les convencieron para reemplazar las partes de armónica con partes de pedal steel guitar. Para esto, los productores reclutaron al guitarrista de Human Sexual Response Rich Gilbert. Las pistas se grabaron con muy poco overdubbing; solo se añadieron al final algunas piezas de banjo y guitarra acústica. A sugerencia de Slade y Kolderie, No Depression se grabó en ocho pistas, para que "la música estuviese más comprimida". Las sesiones de grabación se llevaron a cabo antes de que Uncle Tupelo firmase un contrato oficial con Giant Records, por lo que la compañía aportó poco dinero al proyecto.
Las letras de las canciones reflejan las experiencias de los integrantes de la banda criándose y creciendo en Belleville. Farrar y Tweedy romantizaron cuentos sobre el desempleo, el alcoholismo y la sensación de vivir en un pueblo con la esperanza de emular a letristas como Woody Guthrie, mientras que musicalmente, No Depression está influenciado por el patrón de arranque-parada de la banda Minutemen. La portada del disco muestra una foto desenfocada de los integrantes del grupo tomada por J. Hamilton, que recuerda a los álbumes lanzados por Folkways Records.

## Promoción y recepción
No Depression se lanzó al mercado el 21 de junio de 1990. La gira promocional comenzó en la sala Cicero's Basement, un bar de St. Louis asociada con la Universidad de Washington. La gira llevó a Uncle Tupelo a la Costa Este y al Suroeste de Estados Unidos. Las emisoras de radio de Misuri KDHX y KCOU radiaron canciones del disco con frecuencia. Para marzo de 1991, No Depression había vendido más de 15 000 unidades, un éxito para un álbum independiente. A pesar de que las ventas supusieron poder recuperar los 3.500 dólares que costó, Rockville se negó a pagarle regalías a la banda, por lo que en años venideros Farrar y Tweedy demandaron al director de Rockville Barry Tenenbaum. Debido al éxito del disco Columbia Records pagaron a la banda y a Slade y Kolderie para grabar más canciones en Fort Apache Studio en el verano de 1990, aunque el resultante nunca llegó a lanzarse. Rolling Stone inicialmente no publicó una reseña sobre el disco, a pesar de que poco después incluyese a Uncle Tupelo en uno de sus artículos sobre estrellas emergentes junto a otros como The Black Crowes. Más adelante Rolling Stone denominó el disco "uno de los gemidos más solitarios y estridentes en emerger de las llanuras plagadas de recesión del Midwest". Robert Christgau descartó el disco llamándolo "una porquería".
Después del pleito contra Tenenbaum, Farrar y Tweedy recibieron los derechos de autor de sus primeros tres discos (incluyendo No Depression), anteriormente pertenecientes a Rockville. En 2003, Uncle Tupelo remasterizó y reeditó el disco con seis pistas adicionales a través de Legacy Records, filial de Sony Music. Entre estas pistas hay versiones "Sin City" de Flying Burrito Brothers, "Blues Die Hard" de Carter Family y "Left in the Dark" de The Vertebrats. En el interior del disco viene un artículo sobre los principios de Uncle Tupelo y la creación original de No Depression escrito por Mike Heidorn. Coincidiendo con este relanzamiento, Allmusic dijo que era "el hito de salvo de apertura de Uncle Tupelo", alabando su "innegable electricidad" y remarcando que trajo "nueva vida" a la fusión de country y punk rock. El crítico de Rolling Stone Tom Moon alabó "el impresionante rango de composición de la banda", aunque comentó que las pistas adicionales son "agradables pero intrascendentes". Pitchfork Media le concedió una puntuación de 6.7 sobre 10, diciendo: "No Depression es innovador durante unos trece minutos, después los cuales es profundamente redundante".
RealNetworks cita No Depression como uno de los álbumes más importantes del género de country alternativo, debido en parte al éxito de la revista bimensual No Depression, que adoptó su nombre parcialmente debido al disco. Debido a su impacto en el country alternativo, la expresión "No Depression" se usa como sinónimo del género. El crítico de Allmusic Jason Ankeny dijo que el disco ayudó a la banda "activar una revolución que retumbó a lo largo y ancho del underground estadounidense". En 1999, la revista Spin lo listó entre uno de los 90 mejores álbumes de los años 1990.

## Lista de canciones
Todas las canciones escritas y compuestas por Jay Farrar, Jeff Tweedy y Mike Heidorn, excepto donde se indique lo contrario. 
| No Depression |                                                                  |          |  |
| N.º           | Título                                                           | Duración |  |
| 1.            | «Graveyard Shift»                                                | 4:43     |  |
| 2.            | «That Year» (Farrar, Tweedy)                                     | 2:59     |  |
| 3.            | «Before I Break»                                                 | 2:48     |  |
| 4.            | «No Depression» (A.P. Carter)                                    | 2:20     |  |
| 5.            | «Factory Belt»                                                   | 3:13     |  |
| 6.            | «Whiskey Bottle»                                                 | 4:46     |  |
| 7.            | «Outdone» (Farrar, Tweedy)                                       | 2:48     |  |
| 8.            | «Train» (Tweedy)                                                 | 3:19     |  |
| 9.            | «Life Worth Livin'»                                              | 3:32     |  |
| 10.           | «Flatness» (Tweedy)                                              | 2:58     |  |
| 11.           | «So Called Friend» (Farrar)                                      | 3:12     |  |
| 12.           | «Screen Door»                                                    | 2:42     |  |
| 13.           | «John Hardy» (tradicional, arr. Lead Belly exclusiva versión CD) | 2:21     |  |

| Pistas adicionales de la reedición 2003 |                                                     |          |  |
| N.º                                     | Título                                              | Duración |  |
| 14.                                     | «Left in the Dark» (Draznik)                        | 3:09     |  |
| 15.                                     | «Won't Forget»                                      | 2:51     |  |
| 16.                                     | «Sin City» (Parsons, Hillman)                       | 3:53     |  |
| 17.                                     | «Whiskey Bottle» (acústico en directo, inédita)     | 4:40     |  |
| 18.                                     | «No Depression» (demo 1988)                         | 2:19     |  |
| 19.                                     | «Blues Die Hard» (A. P. Carter, demo 1987, inédita) | 4:08     |  |

## Personal
Uncle Tupelo
- Jay Farrar – voz, guitarra, banjo, mandolina, fiddle, armónica
- Mike Heidorn – batería, platillos
- Jeff Tweedy – voz, guitarra acústica, bajo eléctrico

Personal adicional
- Rich Gilbert – pedal steel guitar
- J. Hamilton – fotografía
- Paul Q. Kolderie – producción, ingeniero de sonido, efectos de sonido
- Sean Slade – producción, piano, ingeniero de sonido, coros